# 축치캄차카어족
추코트카-캄차카어족(Chukotko-Kamchatkan languages) 또는 축치-캄차카어족(Chukchi-Kamchatkan languages)은 북동부 시베리아의 어족 중 하나이다. 화자들은 전통적으로 수렵채집과 순록 목축을 하는 토착 주민들로서, 오늘날에는 대부분의 언어가 사멸하거나 사멸 위기에 놓여 있다.
크게 캄차카어파와 축치어파의 양 분파로 나뉜다. 캄차카반도 남부의 캄차달인의 언어인 캄차카어파는 18세기에 빠르게 사라졌고, 서부 방언인 이텔멘어만이 현대까지 전해지며 10명 이하의 노인 화자만이 남아 있다. 북부의 추코트카 지역을 중심으로 사용되는 축치어파는 약 7,000명의 화자가 남아 있는데 대부분이 축치어 화자이다.
언어유형론적, 지리적 이유로 인접한 지역의 예니세이어족과 유카기르어족과 함께 고시베리아 언어의 일종으로 분류되는 소수 언어이다. 일부 학자들은 바다 건너 인접한 에스키모-알류트어족과의 연관성을 추정하기도 하나 증명된 바는 없다.

## 분류
- 축치어파 (북부)
  - 축치어
  - 케레크어†
  - 코랴크어
  - 알루토르어
- 캄차카어파 (남부)
  - 남부 캄차달어†
  - 이텔멘어
  - 동부 캄차달어†